# Witali Petrowitsch Gerassimow
Witali Petrowitsch Gerassimow (russisch Виталий Петрович Герасимов; * 9. Juli 1977 in Kasan) ist ein russischer General und Stabschef der 41. Armee im Range eines Generalmajors.

## Biographie
Gerassimow absolvierte 1999 eine Offiziersschule der Panzertruppen in seinem Geburtsort. Von 1999 bis 2005 stieg er vom Kommandeur eines Panzerzuges bis zum Stabschef eines Panzerausbildungsbataillons in den nordkaukasischen und fernöstlichen Militärbezirken Russlands auf. 2007 wurde er Befehlshaber eines Schützenbataillons im Nordkaukasus-Militärbezirk. Zwischen 2010 und 2013 bekleidete Gerassimow den Posten des stellvertretenden Kommandanten der 74. separaten Motorgewehrbrigade, die Teil der 41. Kombinierten Waffenarmee des Zentralen Militärbezirks ist.
Er nahm am Zweiten Tschetschenienkrieg, dem Syrischen Bürgerkrieg und an der Annexion der Krim teil, und wurde hierfür ausgezeichnet.
Während des russischen Überfalls auf die Ukraine gab der ukrainische Nachrichtendienst im März 2022 an, eine Kommunikation des FSB abgefangen zu haben, nach der Gerassimow bei Charkiw getötet wurde.
Aus russischen Dissidentenkreisen hieß es, dass Gerassimow am 16. März in Jekaterinburg beerdigt worden sein soll. Im Mai 2022 wurde hingegen von russischer Seite behauptet, dass Gerassimow noch am Leben sei, als ihm der Alexander-Newski-Orden verliehen wurde.